# Test angleščine kot tujega jezika
Test angleščine kot tujega jezika (angleško Test of English as a Foreign Language, kratica TOEFL) je preskus sposobnosti razumevanja ameriške angleščine in s tem sposobnosti študenta, da se vključi v študijsko okolje. Izpit je potreben za vse, ki se potegujejo za katero od ameriških štipendij. Vrednoti kandidatovo sposobnost bralnega in slišnega razumevanja, pisanja in govorjenja, s poudarkom na zahtevah visokošolskega okolja.
Test razvija in izvaja ameriška nepridobitna organizacija Educational Testing Service (ETS).